# Evarts-Klasse
Die Evarts-Klasse war eine Bauserie von Geleitzerstörern, die während des Zweiten Weltkriegs für die United States Navy gebaut wurden.

## Geschichte
Die Klasse bestand aus 65 Geleitzerstörern (US-Navy-Kennung: DE = Destroyer Escort). Diese Schiffe sind von ihrer Größe her eher mit Korvetten vergleichbar, aber im amerikanischen Benennungsschema zählten sie zu den „kleinen“ Zerstörern. Diese Einheiten wurden in den Jahren 1942 bis 1944 gebaut. Sie dienten im Zweiten Weltkrieg als Geleitschutz für Konvois und wurden hauptsächlich zur U-Boot-Jagd, aber auch zur Flugzeugabwehr eingesetzt.
Das Typschiff dieser Klasse war die Evarts, die am 17. Dezember 1942 vom Stapel lief und am 15. April 1943 in Dienst gestellt wurde. Die Schiffe der Evarts-Klasse hatten einen dieselelektrischen Antrieb, wobei die vier Dieselmotoren mit Generatoren verbunden waren, die den Strom für Elektromotoren lieferten, die wiederum die Propellerwellen antrieben. Als Fahrbereich waren 5.000 sm bei 15 kn und 6.000 sm bei 12 kn vorgesehen. Im Einsatz reichte der Brennstoffvorrat von 197 t jedoch nur für 4.150 sm bei 15 kn Geschwindigkeit.
Die Schiffe bzw. deren Komponenten wurden in verschiedenen Fabriken vorgefertigt und dann in der Schiffswerft zusammengebaut.
Es wurden insgesamt 65 Schiffe der Evarts-Klasse an die United States Navy geliefert. Die Schiffe wurden in Serie gebaut, wobei diese in Blöcken an die US Navy geliefert wurden. Nachfolgende Tabelle verdeutlicht dieses Vorgehen.
32 Einheiten dieser Klasse wurden an die Royal Navy übergeben, wo sie als Fregatten klassifiziert und nach Kapitänsnamen aus dem Napoleonischen Krieg benannt wurden. Daher hatte diese Klasse in der Royal Navy den Namen Captain-Klasse, zusammen mit weiteren 46 Einheiten der Buckley-Klasse. Die britischen Einheiten wurden nach Kriegsende an die Vereinigten Staaten zurückgegeben. Die Royal Navy hatte im Krieg fünf Einheiten meist durch U-Boote verloren (Gould, Lawford, Blackwood, Capel und Goodall), zwei weitere Einheiten waren nach schweren Schäden zwar eingebracht, aber nie repariert worden und wurden abgewrackt. Die verbliebenen, den Briten zur Verfügung gestellten Schiffe wurden nach der Rückgabe meist auch abgewrackt.

## Rumpfnummern
| Von    | Bis    |
| ------ | ------ |
| DE-5   | DE-11  |
| DE-13  | DE-45  |
| DE-47  | DE-50  |
| DE-256 | DE-265 |
| DE-301 | DE-307 |
| DE-527 | DE-530 |